# Konyaïta
La konyaïta és un mineral de la classe dels sulfats. Rep el seu nom de la zona on va ser descoberta, a la regió d'Anatòlia Central, Turquia.

## Característiques
La konyaïta és un sulfat de fórmula química Na₂Mg(SO₄)₂(H₂O)₅. Cristal·litza en el sistema monoclínic. La seva duresa a l'escala de Mohs és 2,5. Es tracta d'un mineral soluble en aigua que es presenta com un component de les eflorescències de la sal en sòls salins, format entre 30 °C i 50 °C per evaporació d'aigües subterrànies i superficials. És una espècie relacionada amb el grup de la picromerita.
Segons la classificació de Nickel-Strunz, la konyaïta pertany a «07.C - Sulfats (selenats, etc.) sense anions addicionals, amb H₂O, amb cations de mida mitjana i grans» juntament amb els següents minerals: krausita, tamarugita, kalinita, mendozita, lonecreekita, alum-(K), alum-(Na), tschermigita, lanmuchangita, voltaïta, zincovoltaïta, pertlikita, amoniomagnesiovoltaïta, kröhnkita, ferrinatrita, goldichita, löweïta, blödita, niquelblödita, changoïta, zincblödita, leonita, mereiterita, boussingaultita, cianocroïta, mohrita, niquelboussingaultita, picromerita, polihalita, leightonita, amarillita i wattevil·lita.

## Formació i jaciments
Va ser descoberta a Cakmak, a dins de la conca del Great Konya, a la província de Konya (Anatòlia Central, Turquia). També ha estat descrita a altres països europeus, a Austràlia i els Estats Units. Als territoris de parla catalana ha estat trobada a les illes Balears, concretament a la Cova del Pas de Vallgornera, a Llucmajor (Mallorca).